# Miguel Barba
Miguel Barba est un arbitre paraguayen de football des années 1920.

## Carrière
Il a officié dans des compétitions majeures : 
- Copa América 1923 (1 match)
- Copa América 1926 (2 matchs)
- Copa América 1929 (2 matchs)